# Daišó

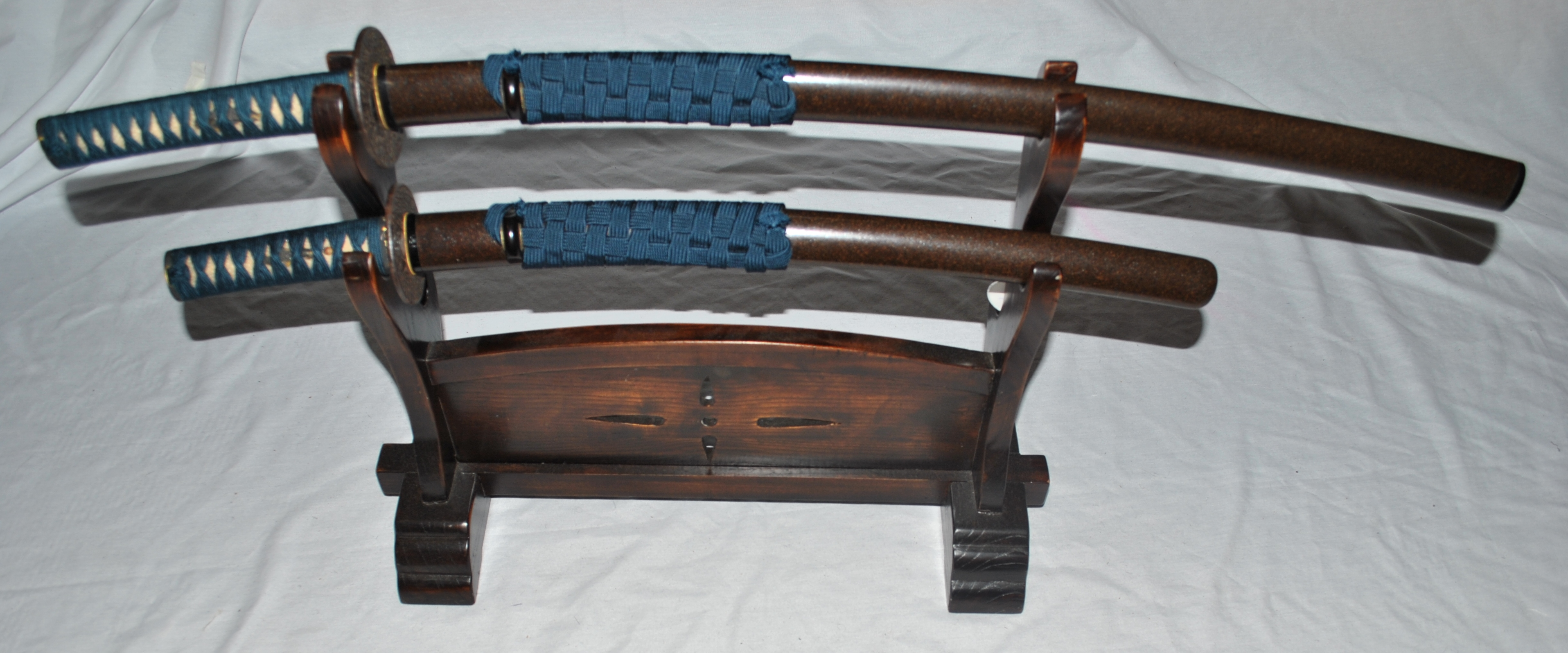
Daišó z období Edo na podstavci. Delší meč je většinou umístěn nad kratším mečem.

Daišó (japonsky: 大小, doslova „velký a malý“) je japonský termín označující tradiční výzbroj samurajů. Daišó se skládá z katany a wakizaši, někdy i z osobní dýky zvané tantó. Slovo daišó vzniklo spojením prvních znaků (slabik) z 2 japonských slov : daitó (dosl. velký meč 大刀) a šótó (dosl. malý meč 小刀). Katana (刀), delší z těchto 2 mečů, se typicky používala v boji muže proti muži. Wakizaši (脇差) se buď použilo jako druhý meč do levé ruky nebo pro boj ve stísněných prostorech.
Daišó bylo povoleno vlastnit pouze samurajům jako symbol jejich společenského postavení. Daišó vešlo do módy v období Muromači. Před tím se za znak příslušnosti k samurajské třídě považoval luk a kůň. V tomto období také došlo k výměně delšího meče tači (太刀), který se nosil čepelí dolů za kratší katanu, jež se nosila za opaskem čepelí nahoru. Toto umožňovalo meč mnohem rychleji tasit.
Krom toho, že dvojice mečů symbolizovala status samuraje, dávala tato dvojice možnost bojovat se dvěma meči zároveň. Mijamoto Musaši, autor Knihy pěti kruhů, se stal jedním z nejznámějších průkopníků boje se dvěma meči. Musašiho Niten rjú (二天流 nebo 二天一流 Niten ičirjú), známá také jako Škola dvou mečů, užívá tento druh boje. Přesto, že tento bojový styl je zjevně efektivnější, použití jen jedné ruky na každý meč snižuje rychlost a bojovník tak musí tuto ztrátu na rychlosti kompenzovat dokonalou technikou a velkou tělesnou silou. Niten rjú proto stále zůstává neobvyklým bojovým stylem.
Na bitevním poli byl wakizaši obvykle nahrazován kratší a praktičtější dýkou tantó (短刀). Daišó samurajové nosili jako symbol příslušnosti ke své třídě. Volba mezi používáním jednoho nebo dvou mečů v boji záležela na individuálním stylu a tréninku každého samuraje.